# Simulador de vol
|  | Aquest article tracta sobre els simuladors de vol en general. Vegeu-ne altres significats a «Videojoc simulador de vol». |

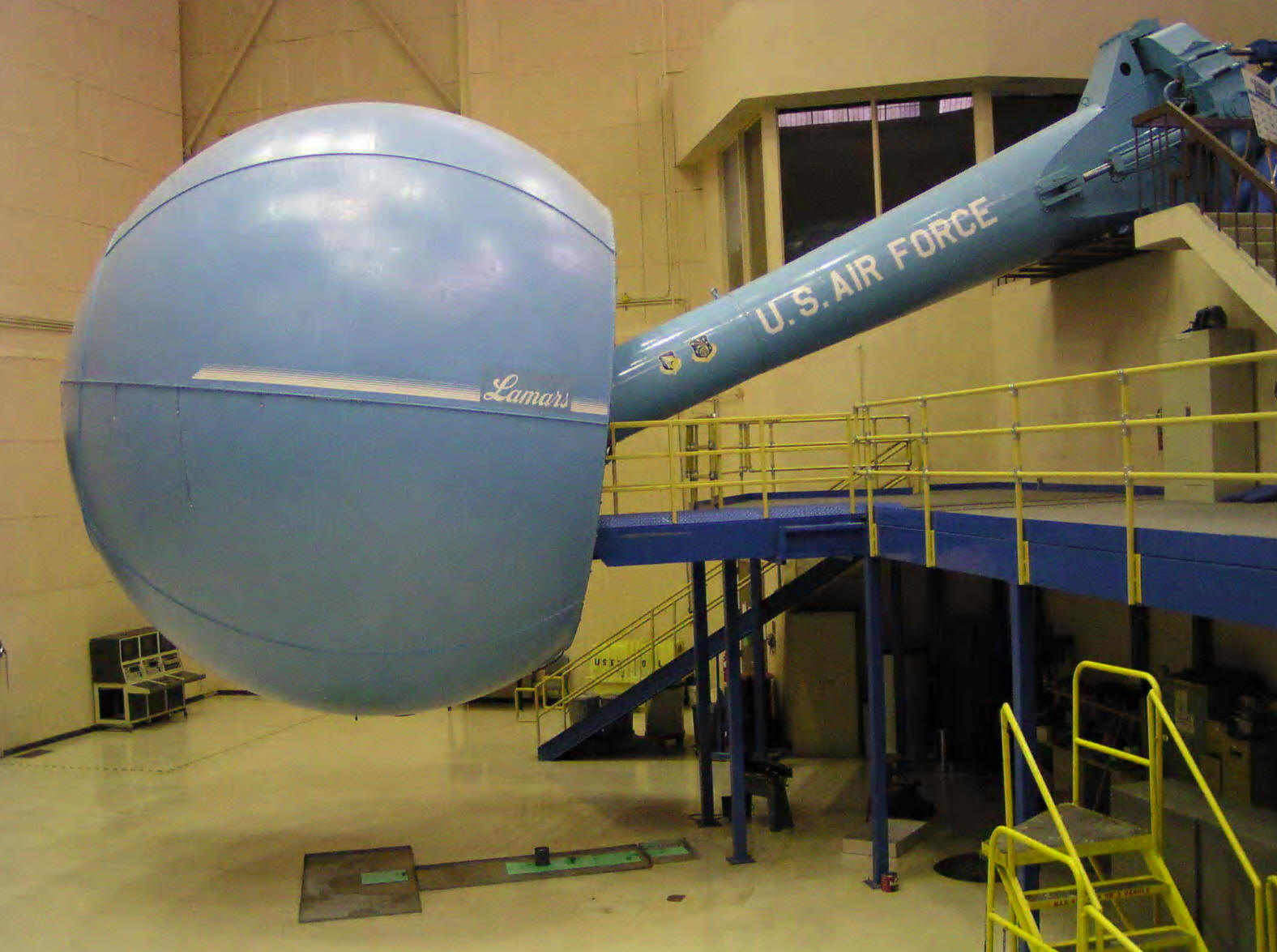
Un simulador de vol de les forces armades americanes.

Un simulador de vol és un sistema que intenta replicar, o simular, l'experiència de volar una aeronau de la forma més precisa i realista possible. Els diferents tipus de simuladors de vol van des dels videojocs fins a les rèpliques de cabines en mida real muntades en accionadors hidràulics (o electromecànics), controlats per sistemes moderns informatitzats.
Els simuladors de vol són molt utilitzats per l'entrenament de pilots en la indústria de l'aviació, l'entrenament de pilots militars, simulació de desastres o errors en vol i desenvolupament d'aeronaus.

## Història
A causa que els vols reals són perillosos per a pilots sense un entrenament previ, des dels primers dies de l'aviació, diversos esquemes van ser usats perquè els pilots poguessin sentir la sensació de volar sense estar realment a l'aire. Per exemple el "Sander Teacher" va ser un avió complet muntat en una articulació universal que era orientat cap al vent amb capacitat de girar i d'inclinar-se lliurement. Un altre simulador de vol dels primers dies va ser desenvolupant el 1910 a partir d'un barril muntat en un marc.
Un gran nombre de dispositius electromecànics van ser provats durant la Primera Guerra Mundial i posteriorment. El més conegut és el "Link Trainer", el que el 1930 només simulava moviments mecànics, encara que posteriorment se li van incloure instrumentació i va ser utilitzat per alguns països durant la Segona Guerra Mundial i fins i tot després.
El "Celestial Navigation Trainer" de 1941 va ser una gegantina estructura de 13,7 metres capaç d'acomodar a dins una tripulació sencera d'un bombarder per aprendre com volar en missions nocturnes. El 1940 els ordinadors analògics van ser utilitzats per resoldre les equacions de vol, fent lloc als primers simuladors electrònics.
El 1948, Curtiss-Wright va fer un simulador per l'Stratocruiser de Pan American, el primer simulador de vol complet utilitzat per una línia aèria. Tot i que no s'havia simulat moviment ni vistes exteriors, la cabina sencera i els seus instruments funcionaven de forma que la tripulació el va trobar molt efectiu. A partir d'aquell moment els sistemes de moviment van arribar i es van instal·lar a finals dels anys 50.
Els primers sistemes "full motion" solien simular el terreny usant un model de terreny i fent elevar una càmera sobre aquest amb la mateixa posició en el qual se suposa que devia estar l'aeronau. El resultat eren imatges projectades en un televisor. Naturalment l'àrea simulada era molt petita i habitualment es limitava als voltants de l'aeroport. Un sistema similar que van utilitzar els militars per simular bombardejos. L'ús de computadores digitals per la simulació de vol va començar en els anys 60.
El 1954 General Precision Inc., posteriorment part de Singer Corporation, va fer un simulador amb moviment el qual contenia una cabina a dins d'un marc metàl·lic. Aquest simulador proporcionava 3 graus d'inclinació; davant-darrere, esquerra-dreta i amunt-avall, però el 1964 va millorar i van aparèixer versions més compactes que van incrementar a 10 graus. El 1969 van ser desenvolupats simuladors de línia aèria amb actuadors hidràulics controlant cada eix de moviment. Els simuladors van començar a ser construïts amb sis eixos de moviment (davant-darrere, esquerra-dreta i amunt-avall pels moviments angulars i moviments horitzontals, verticals i laterals). A partir del 1977, els simuladors de línia aèria van començar a adoptar les noves cabines on les computadores estaven instal·lats en l'interior d'aquestes.
A partir d'aquest moment els majors avanços es van realitzar en tecnologies de visualització. El 1972 Singer va fer una lent policromada utilitzant un mirall esfèric que projectava les vistes de l'exterior de la cabina. Això va millorar substancialment la sensació de vol. No obstant això, només oferia un camp de visió de 28 graus. El 1976 es va introduir les imatge enfocades. Cap als 80 les imatges projectades d'alta definició es van convertir en l'estàndard dels simuladors de línia aèria.

## Simuladores moderns
.

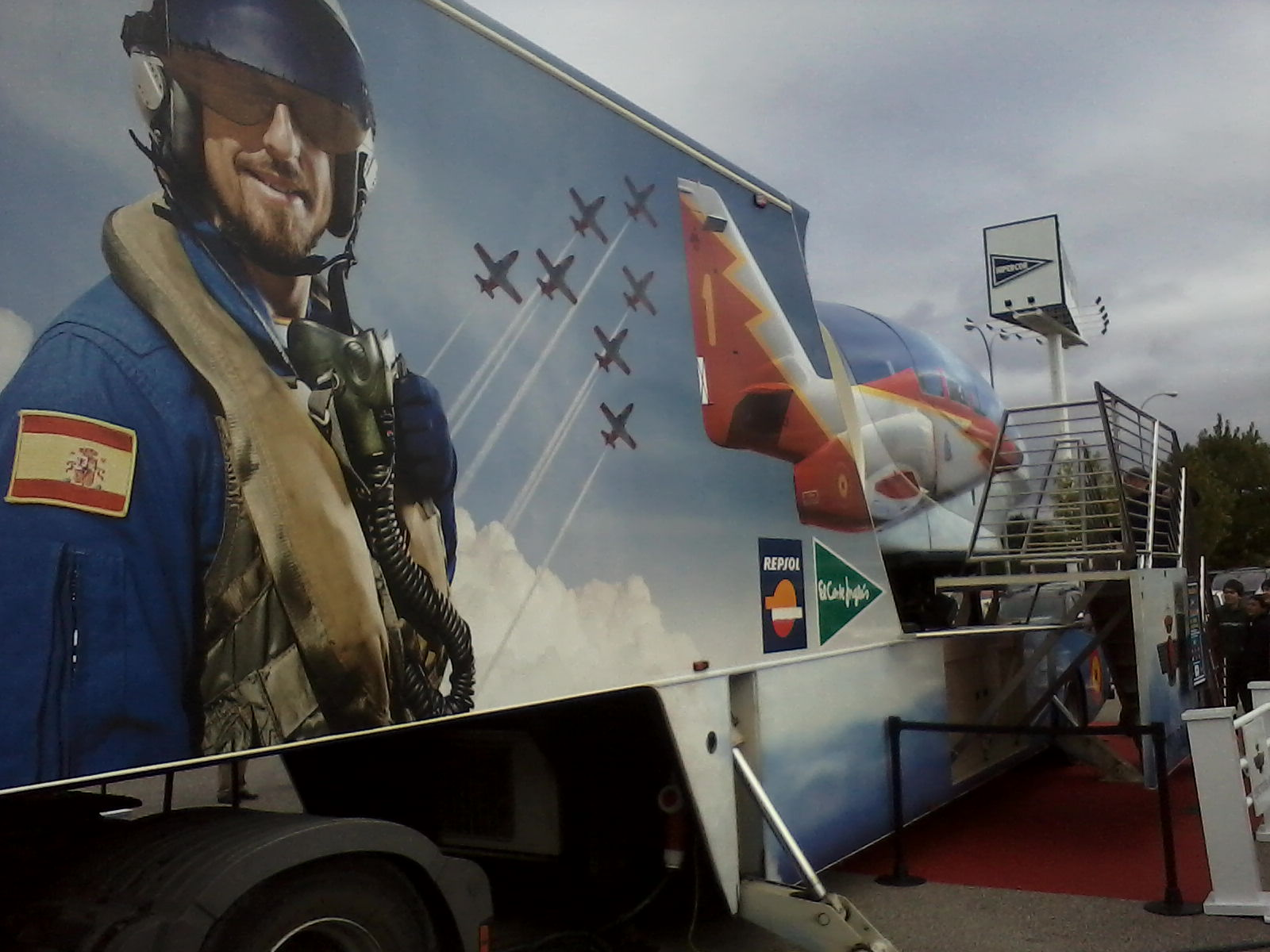
Simulador de vols de la Patrulla Aguila de l'Exèrcit de l'Aire d'Espanya

Avui en dia, hi ha diverses categories de simuladors de vol utilitzades per a l'entrenament de pilots. Aquestes categories van des de simples sistemes d'entrenament fins a simuladors de vol amb 6 angles de moviments. Hi ha també variacions menors entre aquestes categories però proveeixen les mateixes capacitacions essencials.
Contràriament a la creença popular, avui en dia els simuladors moderns no són tan utilitzats per a l'entrenament de pilots en com volar, com per a ensenyar al pilot procediments normals i d'emergència en ple vol. Utilitzant els simuladors, els pilots poden practicar situacions que no poden ser practicades de manera segura en una aeronau real. Aquestes situacions inclouen despreniments de superfícies de vol i pèrdues completes de potència. Avui en dia les aeronaus estan basades en sistemes complexos de computadores i per a poder-les operar de forma eficient els pilots han de posseir un bon nivell tècnic així com habilitats de pilotatge.
La majoria de les institucions governamentals, com la nord-americana Administració Federal d'Aviació (FAA) classifiquen cada categoria de similar. Aquestes institucions reguladores són necessàries per a certificar les característiques dels dispositius. Els pilots comercials nord-americans poden anotar-se les hores de vol requerides únicament en simuladors certificats per la FAA. Perquè un simulador sigui certificat ha de demostrar que les seves característiques de vol coincideixen amb les de l'avió que és simulat. Els requeriments són fixats en les guies denominades Guies de Test d'Aprovació (ATG) o Guies de Test de Qualificació (QTG).
Els entrenadors del sistema serveixen per a ensenyar als pilots com operar apropiadament els sistemes de l'aeronau. Habitualment no es fan servir per a ensenyar a volar ni per a entrenament de procediments d'emergència. Una vegada els pilots es familiaritzen amb els sistemes operacionals es fa la transició als entrenadors de procediments de cabina o CPT. Aquests sistemes fixos són còpies exactes d'una aeronau i són usades per a entrenar a les tripulacions de vol en procediments normals i d'emergència. Aquests reprodueixen l'entorn atmosfèric en el qual l'aeronau volarà, simulant vents, temperatures i turbulències. Els CPT simulen també la varietat de sons provocats per l'aeronau com per exemple els motors, trens d'aterratge i altres sons. Alguns són equipats amb sistemes visuals. Malgrat tot aquests no són equipats amb sistemes que simulin els moviments de l'aeronau.
Un full motion Simulator (simulador de moviment complet) o full-flight Simulator, duplica tots els aspectes d'una aeronau i el seu entorn, incloent els moviments bàsics de l'aeronau. Aquest tipus de simuladors poden generar sacsejades momentànies de manera que els seus ocupants en el simulador han de cordar-se els cinturons dels seients tal com farien en una aeronau real. Atès que el moviment de qualsevol simulador és molt més restrictiu que els moviments d'una aeronau real, el sistema de moviments no calca els moviments i actitud de l'avió. En lloc d'això realitza els anomenats senyals de moviment les quals enganyen les sensacions del pilot i li fan creure que està volant. Per a poder fer això apropiadament, el coneixement dels òrgans dels sentits de l'ésser humà, particularment del sistema vestibular, és emprat extensivament. Això converteix a la simulació de vol en una àrea de coneixements intensius.
Els simuladors de vol són extensament utilitzats en investigació en diverses àrees aeroespacials, particularment en la dinàmica de vol i en la interacció home-màquina. Tant simuladors estàndard com específicament construïts per a investigació s'utilitzen per a aquest propòsit. El rang va des de la gamma més simple, semblant als videojocs, fins als dissenys específics i extremadament cars com LAMARS, instal·lats en la base Wright-Patterson Air Force. Ohio, el qual permet 5 angles de moviment i un sistema visual amb més de 180 graus de camp de visió en totes adreces.
Molts simuladors són equipats també amb funcionalitats que són utilitzades pels instructors. Aquestes són conegudes com a Instructor Operador Stations (IOS). En el IOS, un instructor pot ràpidament crear qualsevol normal o anormal situació en l'aeronau simulada o en el seu entorn exterior simulat. Això pot ser des de foc en els motors, mal funcionament en el tren d'aterratge, fallades elèctriques, tempestes, llamps, riscos de col·lisions amb altres avions, pistes d'aterratge relliscoses, fallades en els sistemes de navegació fins a altres incomptables problemes amb els quals la tripulació ha de familiaritzar-se per a saber com actuar.
Molts simuladors recents permeten a l'instructor controlar el sistema des de la cabina o des d'una consola al costat del seient del copilot o simplement ajustar certs instruments, de forma particular (per exemple introduint un codi de transpondedor específic) permetent-los programar certs escenaris usant la interfície de la cabina. Això permet l'entrenament d'un sol pilot en una aeronau que requereix una tripulació de dues persones, permetent a l'instructor actuar com a segon.
En el passat els full motion flight simulators eren unitats amb moviments hidràulics que costaven diversos milions de dòlars usades en grans centres d'entrenament com el FlightSafety Internacional. Actualment els avanços en moviments usant dispositius elèctrics han permès que els moviments simulats siguin utilitzats de forma econòmica en simuladors de petites aeronaus, incloent aeronaus monomotor de pistó en centres d'entrenament com el Flight Level Aviation.
Els simuladors de vol són un element essencial individualment en cada pilot i en l'entrenament de la tripulació de vol. Estalvien temps, diners i salven vides.

## Simuladors de vol a casa

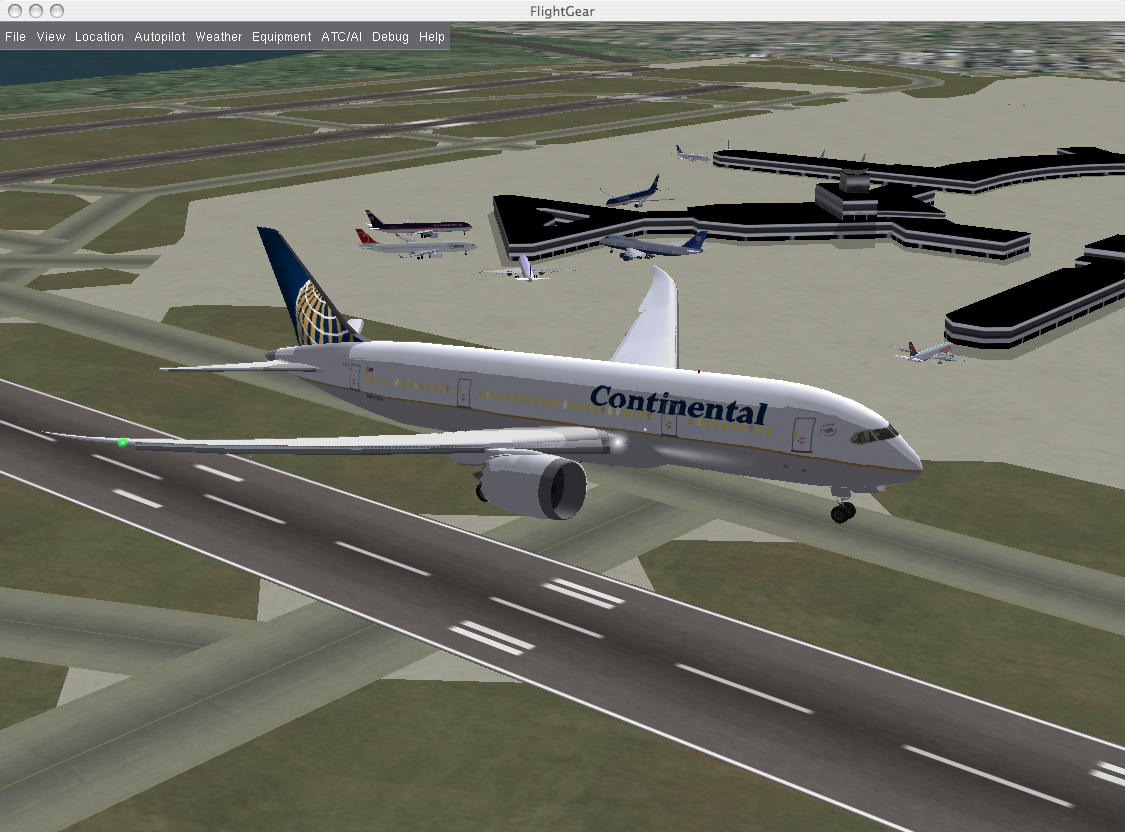
Captura de pantalla del simulador FlightGear

Davant la popularitat d'aquests sistemes es van començar a desenvolupar programes per a ordinadors personals que fessin la mateixa funció. Aquests videojocs van ser els iniciadors del gènere de la simulació i encara avui tenen molt èxit.
Els videojocs simuladors de vol permeten pilotar avions, helicòpters i qualsevol altre vehicle que voli. Com que el gènere va tenir molt bona acceptació ben d'hora en van esdevenir dos subgèneres més: els simuladors de vol de combat i els simuladors de vol per l'espai.
Els simuladors de vol van ser dels primers tipus de programes a ser desenvolupats per als primers ordinadors personals. Els simuladors Sublogic de Bruce Artwick’s van ser famosos per les funcionalitats que proporcionava en màquines de 8 bits.
Un tipus popular de simuladors de vol són els simuladors de vol de combat, els quals simulen el combat aeri des del punt de vista dels pilots i la tripulació. Els títols de simuladors de vol de combat són més nombrosos que els simuladors de vol civils, degut a la varietat de temes disponibles i a la demanda del mercat.

### Simuladors creats per particulars
En els últims anys, amb el llançament d'ordinadors potents i alhora barats, hi ha gent que ha volgut intentar crear els seus propis simuladors de vol amb una gran varietat de tipus d'aviació, posant diversos panells i pantalles i col·locant tots els mecanismes per simular de forma més realista, i molts d'ells fets a una mida real del que podria ser una cabina real.

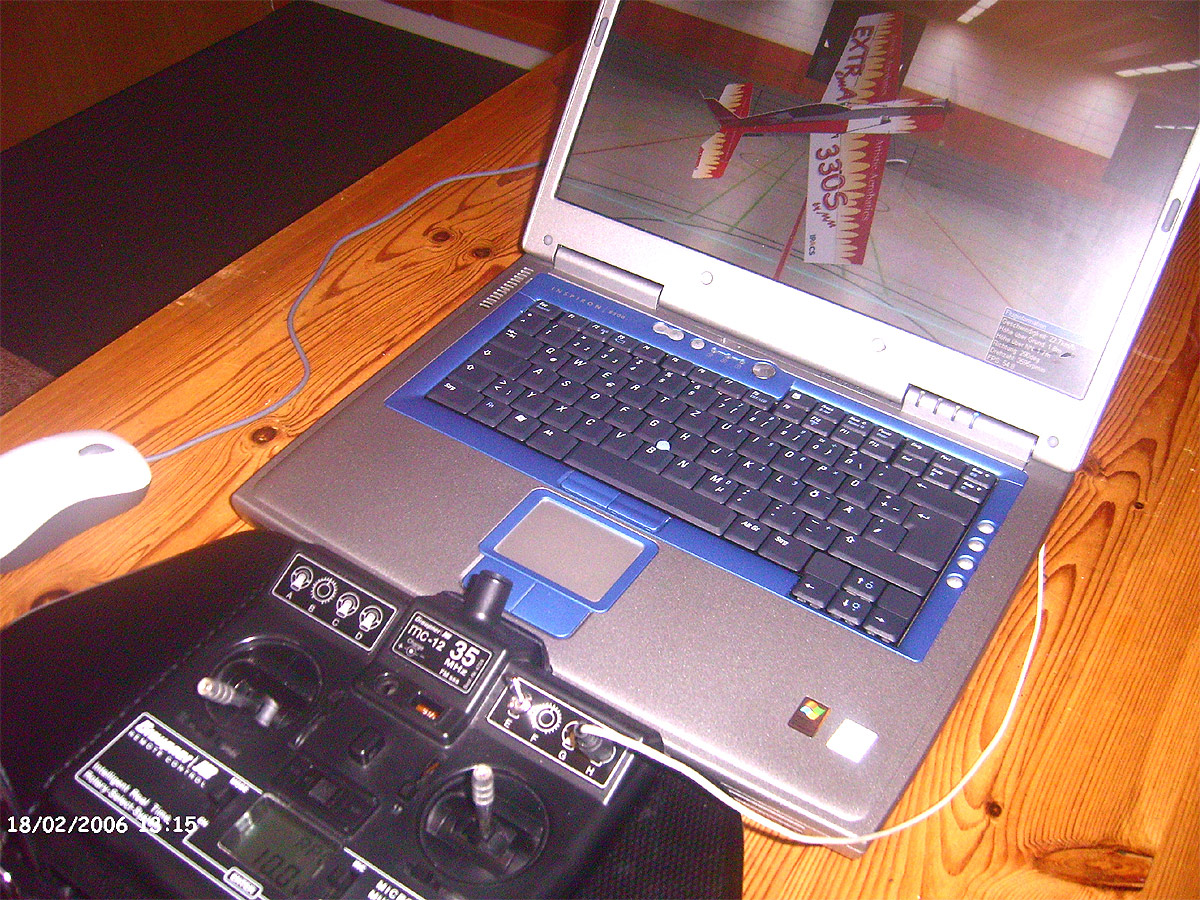
Un lleuger simulador de vol creat per particulars

El principal problema dels sistemes simuladors creats per particulars a casa és trobar un programari i maquinari adient per la navegació GPS que pot ser també utilitzat pels pilots que entrenen i també les interfícies en què simular.